# O Cavaleiro Polonês
O Cavaleiro Polonês é uma pintura do século XVII, geralmente datada de 1650, de um jovem viajando a cavalo através de uma paisagem sombria, agora na The Frick Collection, em Nova York .  Quando a pintura foi vendida por  pl  para Henry Frick em 1910, houve consenso de que o trabalho foi do pintor holandês Rembrandt .  Desde então, essa atribuição foi contestada, embora essa seja uma visão minoritária.
Tem havido também debates sobre se a pintura foi concebida como um retrato de uma pessoa em particular, viva ou histórica, e de quem, ou se não, o que se pretendia representar.  Tanto a qualidade da pintura quanto seu ligeiro ar de mistério são comumente reconhecidos,  embora partes do fundo sejam mal pintadas ou inacabadas.

## Atribuição ao Rembrandt
O primeiro estudioso ocidental a discutir a pintura foi Wilhelm von Bode, que em sua History of Dutch Painting (1883) afirmou que era um Rembrandt que datava de seu período "tardio", isto é, 1654. Um pouco mais tarde, Abraham Bredius examinou a imagem bem de perto e não teve dúvidas de que seu autor era Rembrandt.  No começo do século XX, Alfred von Wurzbach sugeriu que o estudante de Rembrandt, Aert de Gelder, poderia ter sido o autor, mas sua opinião foi geralmente desconsiderada.  Durante a maior parte do século XX, houve um consenso geral de que a pintura era de fato de Rembrandt e até mesmo de Julius S. Held , que certa vez questionou sua conexão polonesa, nunca duvidou da autoria de Rembrandt.  No entanto, em 1984, Josua Bruyn, então membro do Rembrandt Research Project (RRP), sugeriu que certas características do trabalho de Willem Drost , outro estudante de Rembrandt, pudessem ser observadas na pintura.  Embora a expressão misteriosa e um tanto solene no rosto brilhantemente pintado do Cavaleiro aponte para Rembrandt, O Cavaleiro Polonês é diferente do outro trabalho de Rembrandt de outras formas.  Em particular, Rembrandt raramente trabalhou em pinturas equestres, o único outro retrato equestre conhecido na obra de Rembrandt foi o Retrato de Frederick Rihel, 1663 ( National Gallery , Londres).
Mas Bruyn permaneceu uma opinião minoritária, a sugestão da autoria de Drost é agora geralmente rejeitada, e o Frick em si nunca mudou sua própria atribuição, o rótulo ainda lendo "Rembrandt" e não "atribuído a" ou "escola de".  Uma opinião mais recente mudou ainda mais decisivamente em favor do Frick, com Simon Schama em seu livro de 1999, Rembrandt's Eyes , e o acadêmico Ernst van de Wetering, presidente do Rembrandt Project (Melbourne Symposium, 1997), ambos defendendo a atribuição ao mestre.  Os poucos estudiosos que ainda questionam a autoria de Rembrandt sentem que a execução é desigual e favorecem diferentes atribuições para diferentes partes do trabalho.  Um estudo de 1998 publicado pelo RRP concluiu que a mão de outro artista, além da de Rembrandt, estava envolvida no trabalho.  Rembrandt pode ter começado a pintura na década de 1650, mas talvez ele a tenha deixado inacabada e possa ter sido completada por outra pessoa.

## Assunto
O personagem encorajou várias teorias sobre o sujeito, se a imagem for um retrato.  Os candidatos incluíram um ancestral da família Oginski polonesa-lituana Marcjan Aleksander Ogiński, como afirmam os donos da pintura do século XVIII e o teólogo polonês Jonasz Szlichtyng. Outros acreditam que a roupa do cavaleiro, as armas e até a raça do cavalo são todos poloneses.  Retratos equestres holandeses eram pouco frequentes no século XVII e tradicionalmente mostravam um cavaleiro elegantemente vestido em um cavalo bem-educado e animado, como em Frederick Rihel, de Rembrandt.
Personagens históricos também foram sugeridos, variando de  Davi do Velho Testamento ao Filho Pródigo e o guerreiro mongol Tamerlão, ou o herói medieval holandês Gijsbrecht IV de Amstel .  Um "soldado de Cristo", uma representação idealista de um soldado montado defendendo a Europa Oriental contra os turcos, ou simplesmente um soldado estrangeiro, foram sugeridos.
Numa carta de 1793 ao rei Stanislaus Augustus da Comunidade Polaco-Lituana , o dono da pintura, Michał Kleofas Ogiński, identificou o cavaleiro como "um cossaco a cavalo", e o rei reconheceu o sujeito como membro da unidade militar irregular conhecida como Lisowczyk .  Em 1883, Wilhelm Bode, especialista em pintura holandesa, descreveu o cavaleiro como um magnata polonês no traje nacional.  Em 1944, o estudioso americano Rembrandt Julius S. Held contestou a alegação de que o sujeito era polonês e sugeriu que o traje do cavaleiro poderia ser húngaro .  Dois estudiosos poloneses sugeriram em 1912 que o modelo para o retrato era o filho de Rembrandt, Titus.

## Pintura de Rembrandt pintando.
Em 1993, o artista Russell Connor pintou um retrato no estilo de Rembrandt, mostrando o mestre holandês, com a paleta na mão, em pé na frente do incompleto Cavaleiro Polonês .  Com uma ironia seca, Connor atribuiu a pintura ao aluno de Rembrandt, Carel Fabritius, e a enviou ao The New Yorker com uma nota dizendo que a pintura havia sido encontrada em um porão em Pinsk , na Polônia.  A revista publicou uma reprodução da pintura de Connor com uma versão ligeiramente reformulada de seus comentários, obviamente, não pretendendo passá-la como genuína, mas como um comentário sobre o zelo da Comissão Rembrandt, que na época questionava a autenticidade do cavaleiro polonês. e muitas outras pinturas anteriormente conhecidas como telas genuínas de Rembrandt.

## Leituras adicionais
Thomas M. Prymak, "O Cavaleiro Polonês de Rembrandt" em seu contexto do Leste Europeu, " The Polish Review , vol. 56, não. 3 (2011), 159-86. 